# El batallón de las sombras
El batallón de las sombras es una película dramática española de 1957 dirigida por Manuel Mur Oti.

## Resumen
La película narra los sueños, esperanzas y pasiones de los habitantes de una populosa casa de vecinos.

## Reparto
- Amparo Rivelles es Magdalena
- José Suárez es Pepe
- Rolf Wanka
- Emma Penella es Lola
- Lída Baarová
- Félix Dafauce
- Bobby Deglané
- Albert Hehn es Soldat
- Albert Lieven
- Katharina Mayberg
- Elisa Montés
- Fernando Nogueras
- Alicia Palacios
- Vicente Parra es Carlos
- Lidia San Clemente es Niño
- Pilar Sanclemente es Niño
- Tony Soler
- Amelia de la Torre es Doña Engracia
- Antonio Vico
- Ángel Ter es Enfermero